# Фолкнер, Ричи
Ричард «Ричи» Иэн Фолкнер (англ. Richard Ian Faulkner; род. 1 января 1980) — британский гитарист.
Фолкнер родился в Лондоне. На ранних этапах своей карьеры он играл в таких группах, как Dirty Deeds, Voodoo Six, Ace Mafia и Lauren Harris. С 20 апреля 2011 года заменил ушедшего Кеннета Даунинга в хеви-металлической группе Judas Priest.
Его первое выступление с группой произошло 25 мая 2011 года на шоу American Idol, где группа играла Living After Midnight и Breaking the Law с James Durbin.
25 октября 2022 года было объявлено о участии Фолкнера в супергруппе Elegant Weapons.

## Оборудование

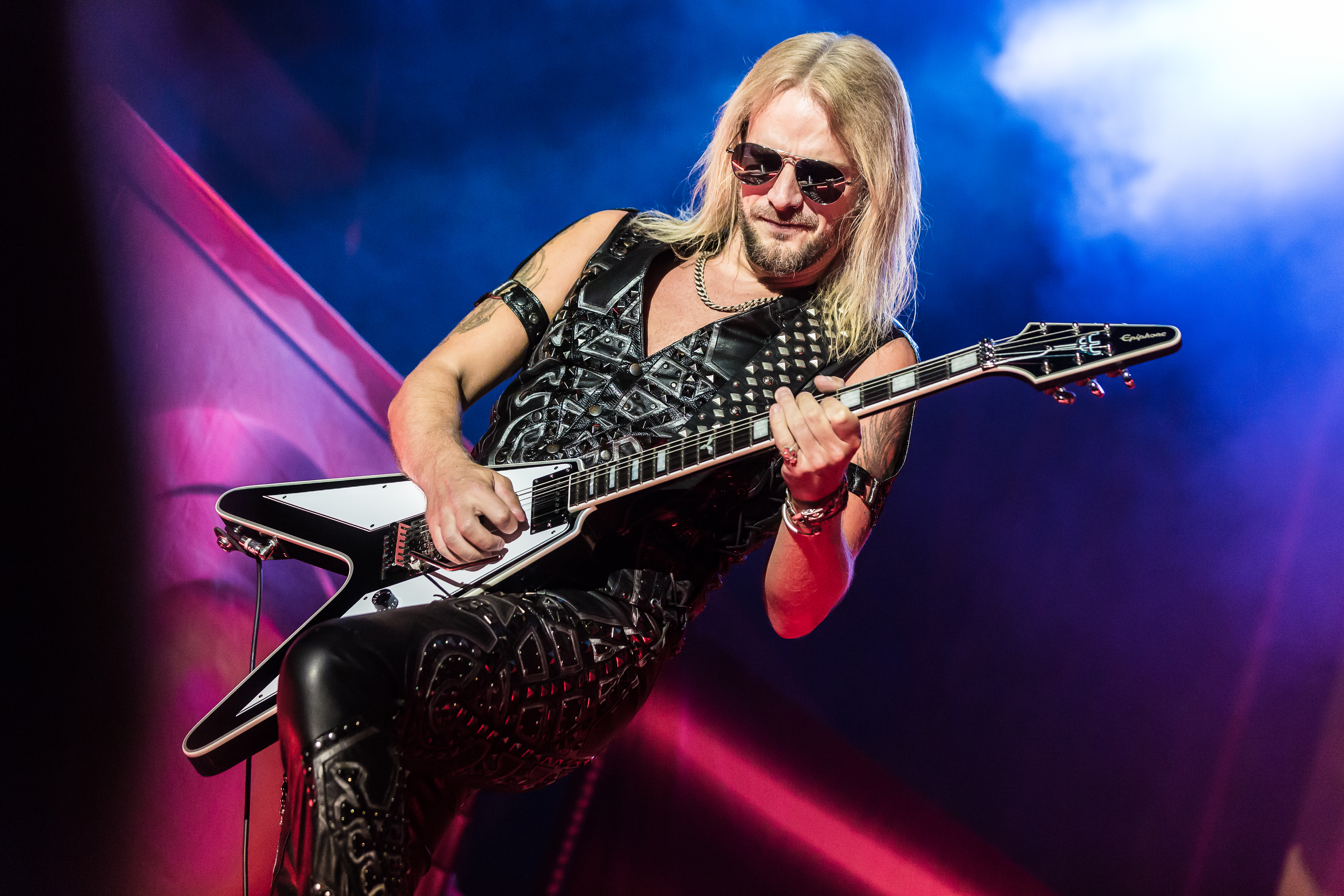
Фолкнер играет на фирменной гитаре Epiphone Flying V во время концерта Judas Priest на With Full Force Summer Open Air Festival в Германии 15 июня 2018.

Фолкнер известен тем, что использует гитары модели Flying V фирм Gibson и Epiphone, оснащенные его фирменными активными звукоснимателями EMG 57/66. Его первым Gibson был Epiphone Flying V с блокирующим тремоло. Фолкнер также использовал Gibson Les Paul Custom c активными звукоснимателями EMG 81/85.
В марте 2018 года Epiphone выпустила фирменную гитару Фолкнера Flying V.
Эффекты
- Напольный контроллер Voodoo Lab Ground Control Pro[9]
- Dunlop JC95 Jerry Cantrell Signature Cry Baby Wah Pedal[10]
- MXR M101 Phase 90 Phaser Pedal[9]
- MXR M148 Micro Chorus Pedal[9]
- Boss NS-2 Noise Suppressor Pedal[9]
- Boss DD-7 Digital Delay Pedal[9]
- MXR M169 Carbon Copy Analog Delay Pedal[9]
- Boss TU-3 Chromatic Tuner Pedal with Bypass[9]
- Electro-Harmonix Micro POG Polyphonic Octave Generator Pedal[9]

Усилители
- Engl Powerball II[11]
- Кабинеты ENGL с динамиками Celestion Vintage 30[11]

Струны и медиаторы
- Струны Ernie Ball Power Slinky (.011-.048)[11]
- Струны Dunlop (.011-.050)[11]
- Медиаторы InTuneGP (2 mm)[11]

## Дискография
- Deeds - Blown (2002)
- Voodoo Six - Feed My Soul (2006)
- Lauren Harris - Calm Before the Storm (2008)
- Ace Mafia - Vicious Circle (2009)
- Parramon - Dead People (2010)
- Christopher Lee - Charlemagne: The Omens of Death (2012)
- Demon Hunter - Exile (2022)

Judas Priest
- Epitaph (2013) (DVD)
- Redeemer of Souls (2014)
- Battle Cry (2016) (DVD)
- Firepower (2018)
- Invincible Shield (2024)